# Puji (köpinghuvudort i Kina, Hubei Sheng, lat 29,98, long 112,53)
Puji (kinesiska: 普济, 普济镇) är en köpinghuvudort i Kina. Den ligger i provinsen Hubei, i den centrala delen av landet, omkring 180 kilometer väster om provinshuvudstaden Wuhan. Antalet invånare är 31 729. Befolkningen består av 15 679 kvinnor och 16 050 män. Barn under 15 år utgör 13,0 %, vuxna 15-64 år 77 %, och äldre över 65 år 9,0 %.
Runt Puji är det tätbefolkat, med 442 invånare per kvadratkilometer. Närmaste större samhälle är Wangqiao, 16,5 km öster om Puji. Trakten runt Puji består till största delen av jordbruksmark.
Genomsnittlig årsnederbörd är 1 609 millimeter. Den regnigaste månaden är april, med i genomsnitt 233 mm nederbörd, och den torraste är december, med 33 mm nederbörd.